# Яшкулов, Сергей Борисович
Серге́й Бори́сович Яшку́лов (3 декабря 1940 — 30 ноября 2015) — советский и российский актёр театра и кино, заслуженный артист РСФСР (1980).

## Биография
В 1963 году закончил ЛГИТМиК (педагоги — О. И. Альшиц, Г. А. Товстоногов, Р. А. Сирота).
Служил в Калмыцком драматическом театре им. Б. Басангова, на сцене которого сыграл сотни ролей. Позже выступал в Калмыцком республиканском ТЮЗе. Был членом Союза театральных деятелей Республики Калмыкия, отделения Союза театральных деятелей Российской Федерации.

## Награды
- Заслуженный артист Калмыцкой АССР.
- Заслуженный артист РСФСР (22.10.1980).
- Медаль «В ознаменование 100-летия со дня рождения Владимира Ильича Ленина» (1970).
- Орден «Знак Почёта» (1976).
- Ветеран труда (1997).

## Работы в театре
- «Три сестры» А. П. Чехова — Вершинин
- «Ревизор» Н. В. Гоголя — Городничий
- «Доходное место» А. Н. Островского — Жадов
- «Бесприданница» А. Н. Островского — Карандышев
- «Чууче» Б. Басангова — Пииря
- «Солдатская вдова» Н. П. Анкилова — Плетнёв
- «Нашествие» Л. М. Леонова — Фёдор Таланов
- «По велению вечного неба» П. Дарваева — Чингиз-хан
- «Король Лир» У. Шекспира — Эдмонд

## Фильмография
1. 1978 — Ищи ветра… — табунщик